# George Frederick Leycester Marshall
George Frederick Leycester Marshall (Bridgnorth, 27 de Março de 1843 – 7 de Março de 1934) foi um coronel no Exército da Índia e irmão de Charles Henry Tilson Marshall.

## Vida
Foi um naturalista interessado em aves e borboletas da Índia. Várias novas espécies de borboletas foram descritas por ele juntamente com Lionel de Niceville. Escreveu The butterflies of India, Burmah and Ceylon.

## Trabalhos
- Marshall, G.F.L. (1877). Birds' nesting in India. A calendar of the breeding seasons, and a popular guide to the habits and haunts of birds. Calcutta: Calcutta Central Press. OCLC 562551302. Consultado em 15 de abril de 2020[2]
- 1883 com Lionel de Nicéville Butterflies of  India, Burmah and Ceylon. Vol. 1. Repr. 1979, New Delhi, 327 pp.
- 1886. The Butterflies of India, Burmah and Ceylon. Vol. 2. Repr. 1979, New Delhi, 332 pp.
- 1890. The butterflies of India, Burmah and Ceylon. Vol. 3. Repr. 1979, New Delhi, 503 pp.